# Phyllastrephus strepitans
El bulbul pardo (Phyllastrephus strepitans) es una especie de ave paseriforme de la familia Pycnonotidae propia de África oriental.

## Distribución y hábitat
Se encuentra en el Cuerno de África y sus proximidades. Además presenta una población disjunta en el sudoeste de Sudán. Sus hábitats naturales son las sabanas secas y las zonas de matorral seco.